# Liên hoan quốc tế Bella Skyway

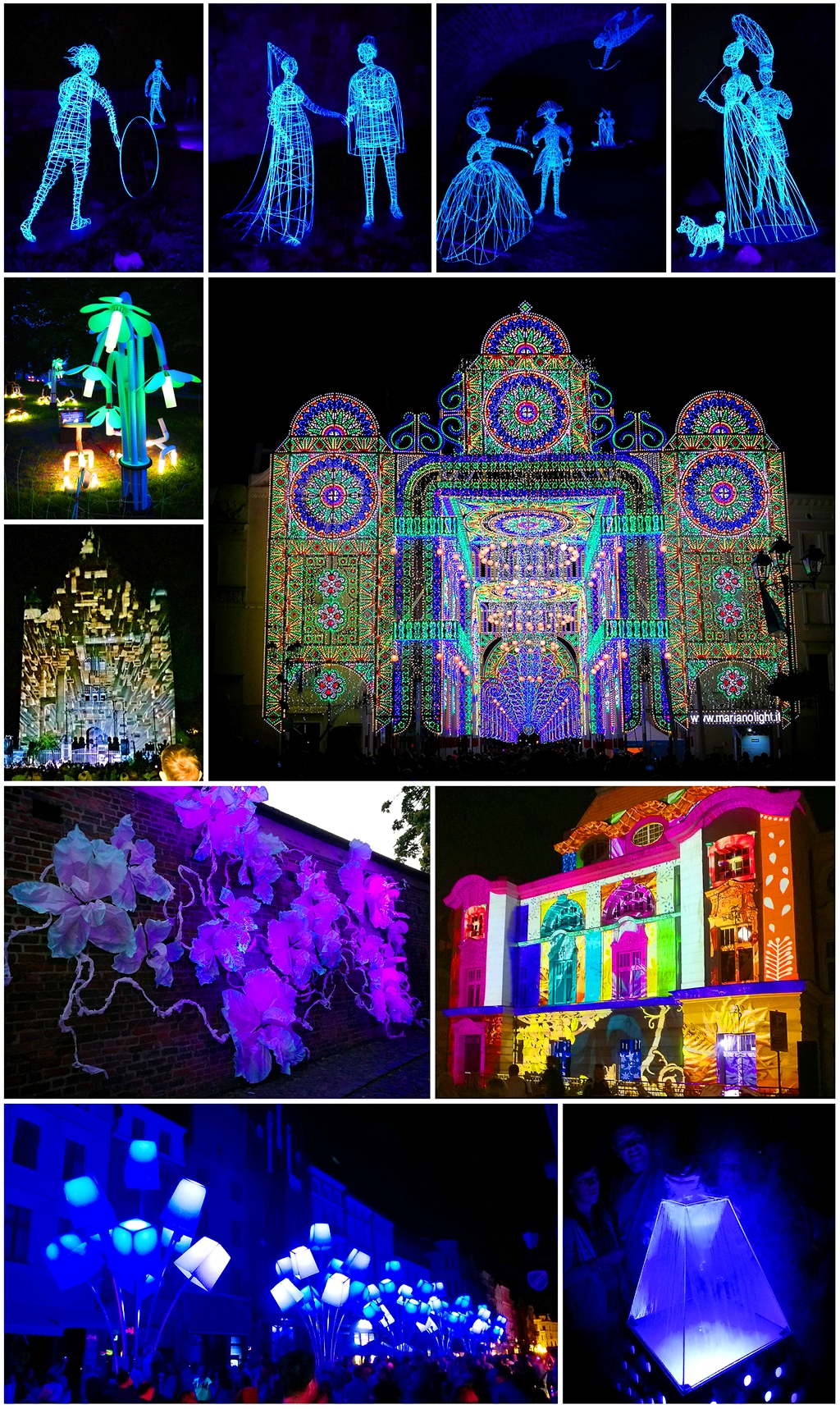
Liên hoan quốc tế Bella Skyway ở Toruń (2017)

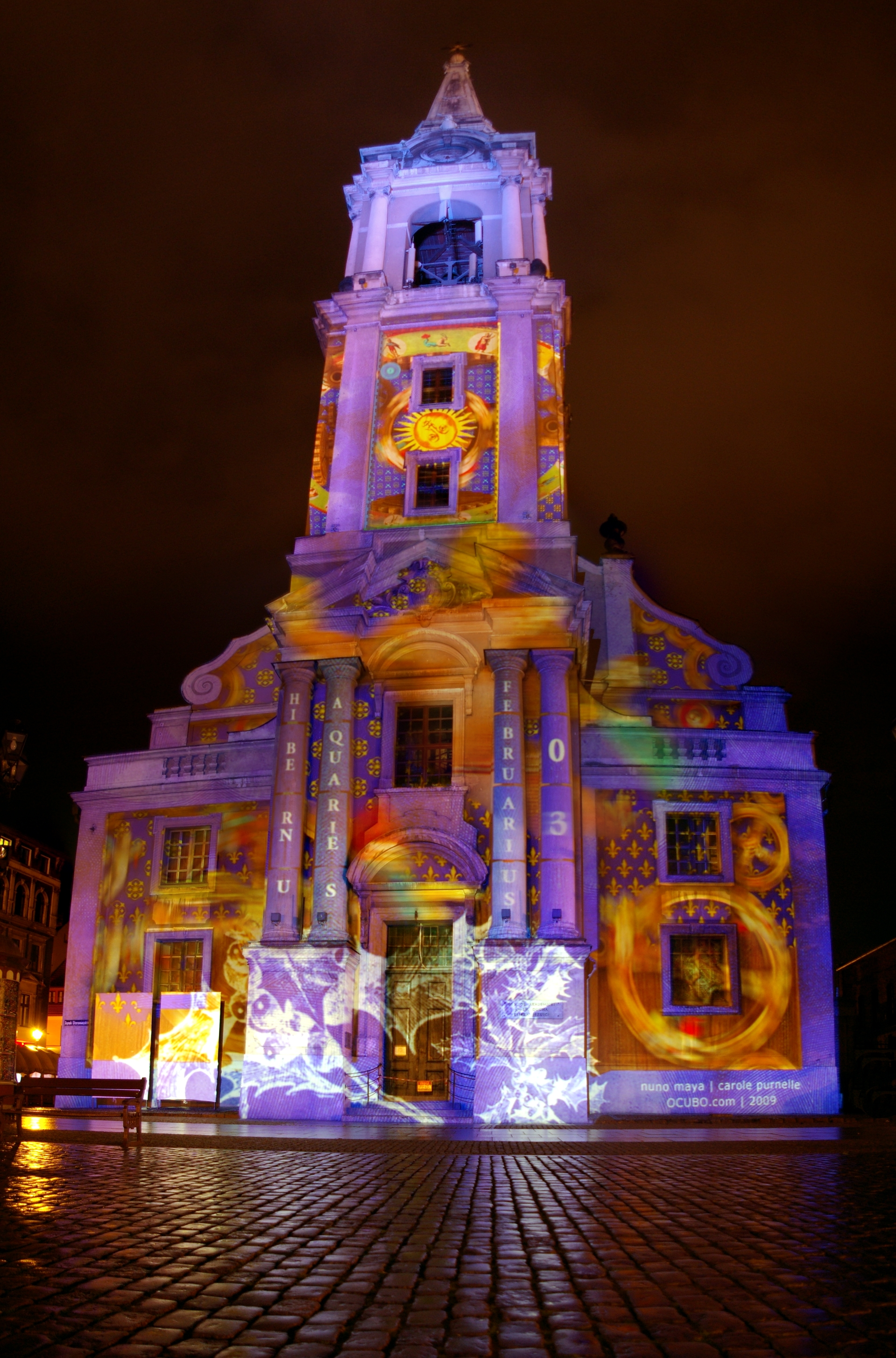
Ánh sáng tại Nhà thờ Chúa Thánh Thần ở Toruń (2009)

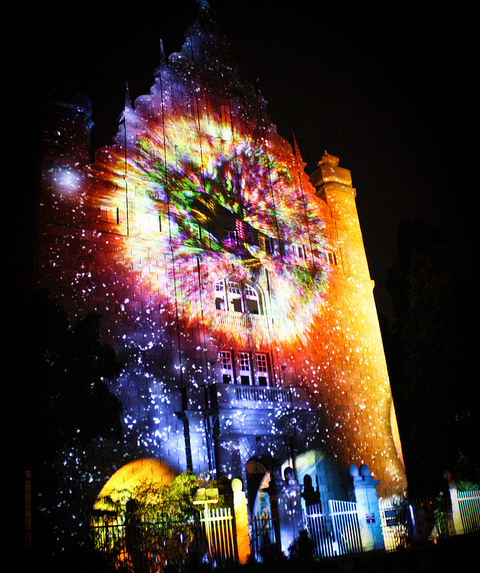
Liên hoan quốc tế Bella Skyway (2011)

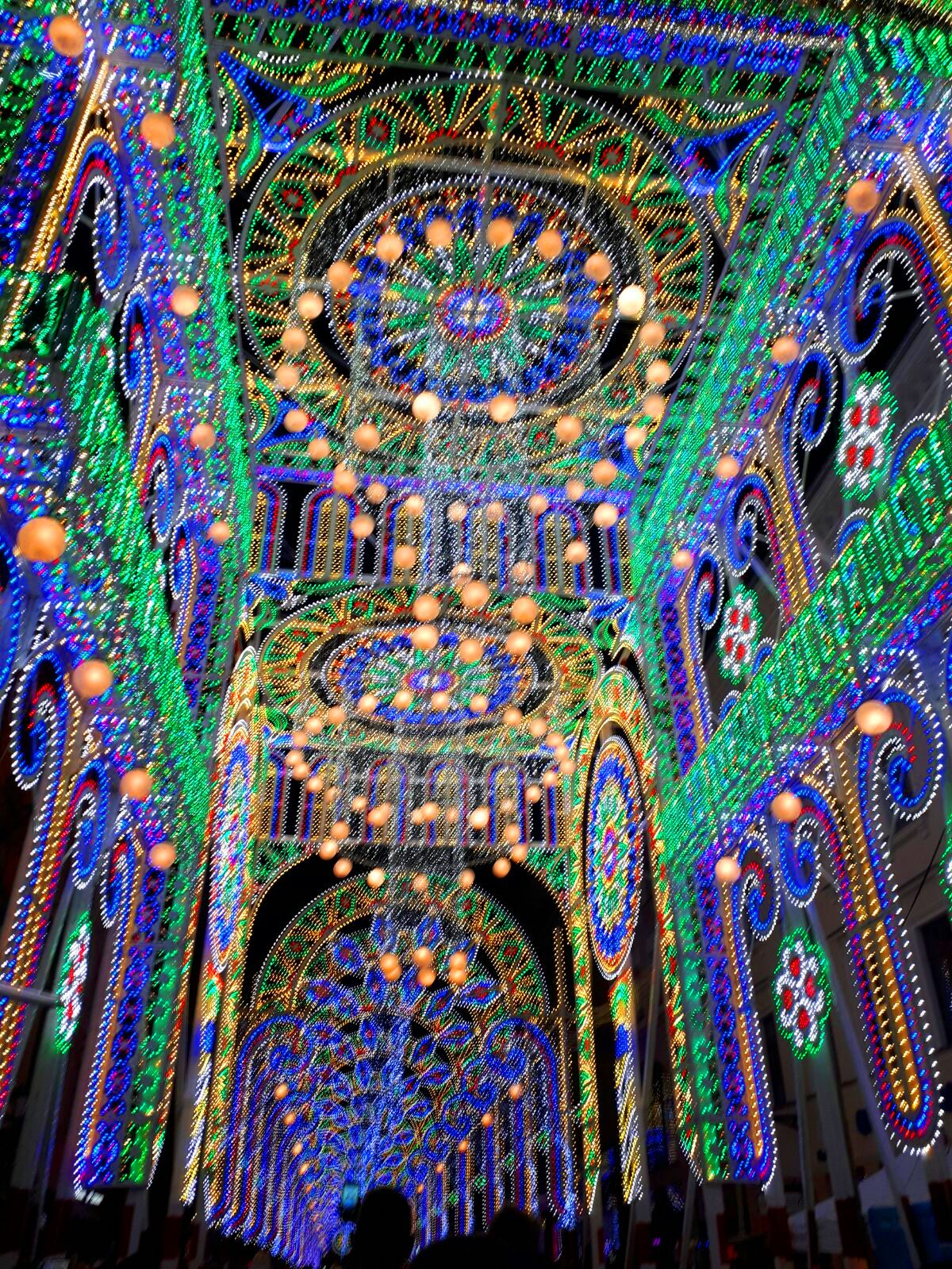
Phố Szeroka (2017)

Liên hoan ánh sáng quốc tế "Bella Skyway Festival" (tiếng Ba Lan: Międzynarodowy Festiwal Światła "Bella Skyway Festival" - tiếng Anh: International Light Festival "Bella Skyway Festival") là một trong những lễ hội thường niên nổi tiếng nhất ở Ba Lan, diễn ra vào tháng 8 hàng năm kể từ năm 2009 tại Toruń. Cơ quan Văn hóa Toruń là đơn vị tổ chức Liên hoan này.
Mỗi năm, Liên hoan thu hút hơn 400.000 người từ khắp Ba Lan cũng như thế giới đến tham quan và chiêm ngưỡng những kiệt tác tuyệt đẹp, hiếm gặp trong đời sống. Đó là sự kết hợp độc đáo và hoàn hảo giữa các yếu tố: vẻ đẹp kiến trúc Gothic, nghệ thuật ánh sáng đa sắc màu và thành quả khoa học.

## Tham quan
Vào tháng 8 hàng năm, trong 6 đêm, mọi người dân Ba Lan và du khách quốc tế chỉ cần đi dạo trong Thị trấn thời Trung Cổ Toruń (di sản thế giới được UNESCO công nhận) là có thể dễ dàng xem tới hàng chục tác phẩm nghệ thuật ánh sáng đẹp đến mức khó quên tại các địa danh nổi tiếng ở Toruń, chẳng hạn như:
- Cửa ô Tu viện
- Bảo tàng Đại học ở Toruń
- Lâu đài Toruń
- Trung tâm Nghệ thuật Đương đại Znaki Czasu
- Tòa nhà Văn phòng Thống chế
- Nhà hát Wilam Horzyca ở Toruń
- Phố Szeroka
- Cung thiên văn Władysław Dziewulski
- Nhà thờ Chúa Thánh Thần
- Tường thành Thị trấn thời Trung Cổ Toruń
- Nhà hát Baj Pomorski
- Phố Chełmińska

## Giải thưởng và danh hiệu
Dưới đây liệt kê một số giải thưởng và danh hiệu nổi bật của Liên hoan:
- Nhãn hiệu EFFE 2017-2018 do Hiệp hội Lễ hội Châu Âu trao tặng.[4]
- Sản phẩm Du lịch Tốt nhất năm 2014 do Tổ chức Du lịch Ba Lan công nhận.[5]
- Quán quân cuộc thi Sự kiện mùa hè đẹp nhất 2015 do Brief tổ chức.[6]

## Ảnh

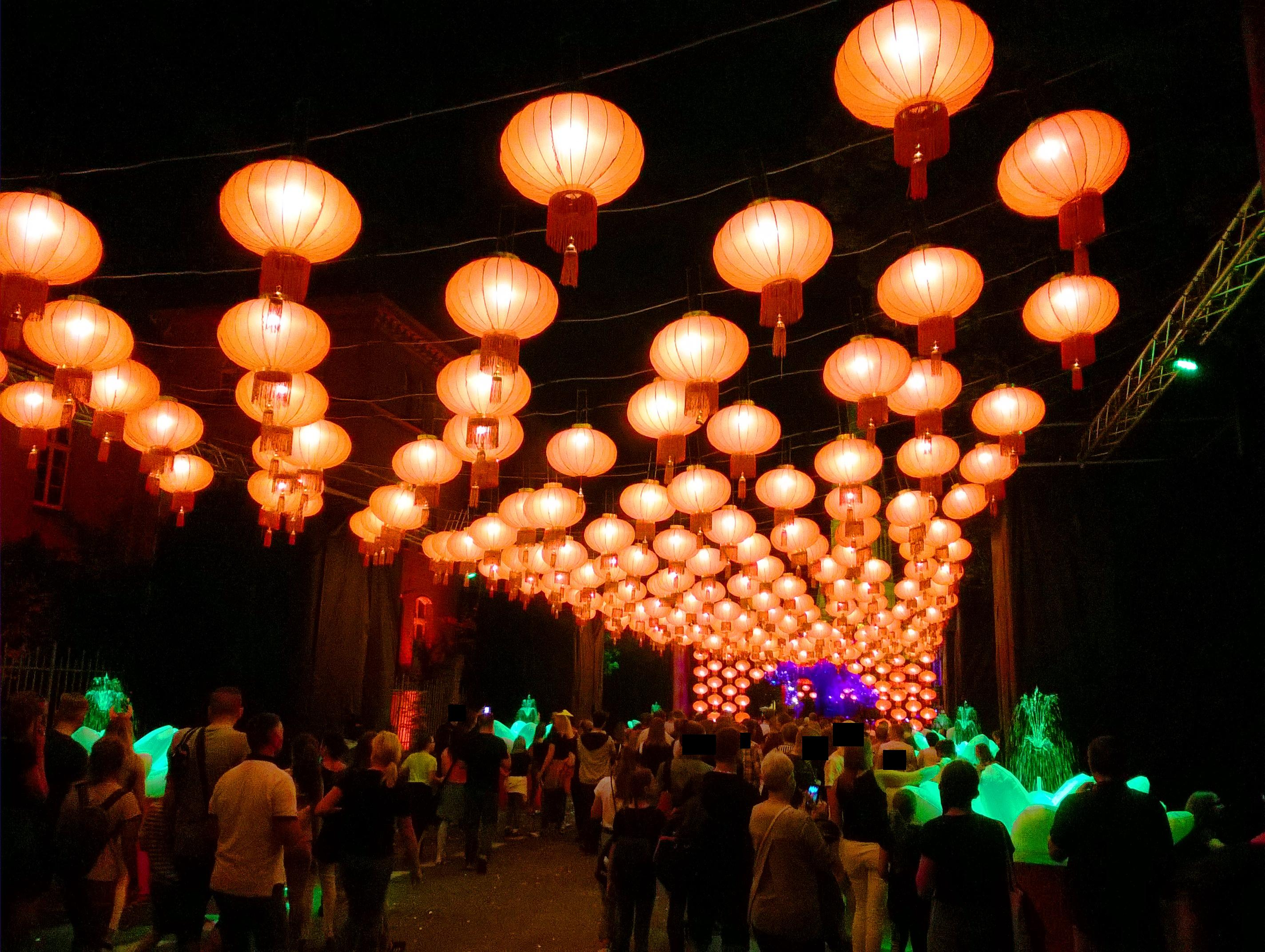
(2019)
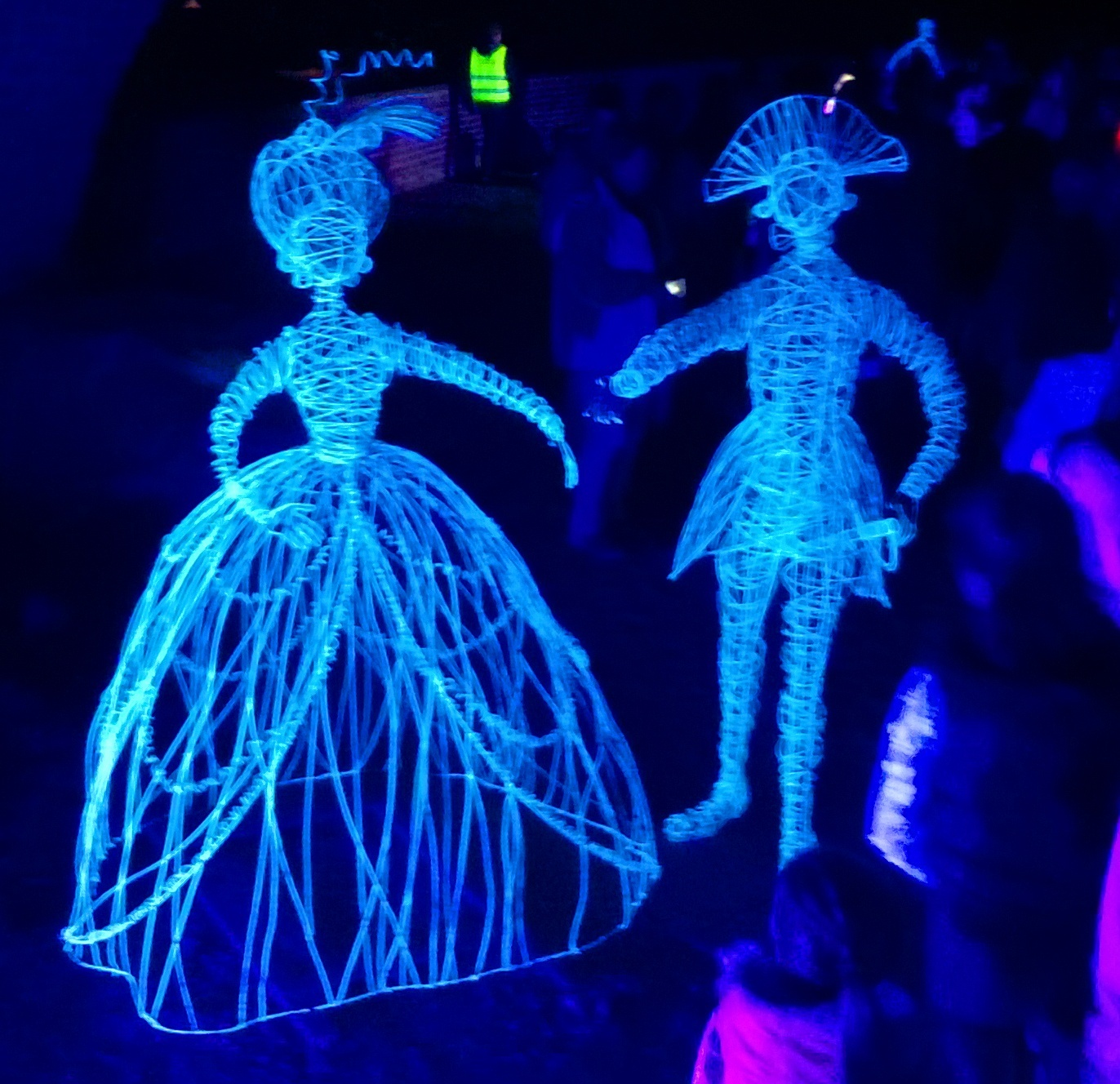
(2017)
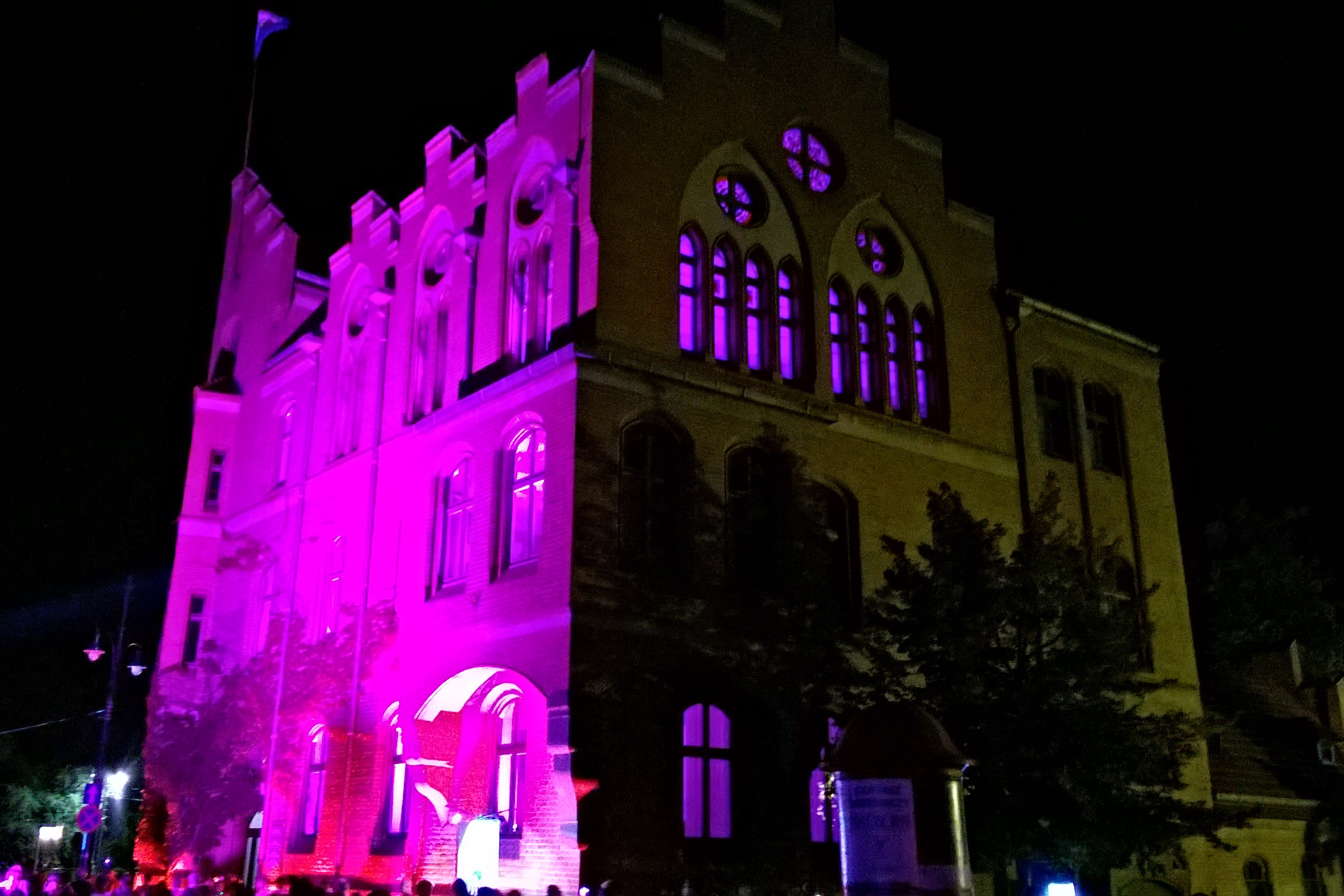
(2016)
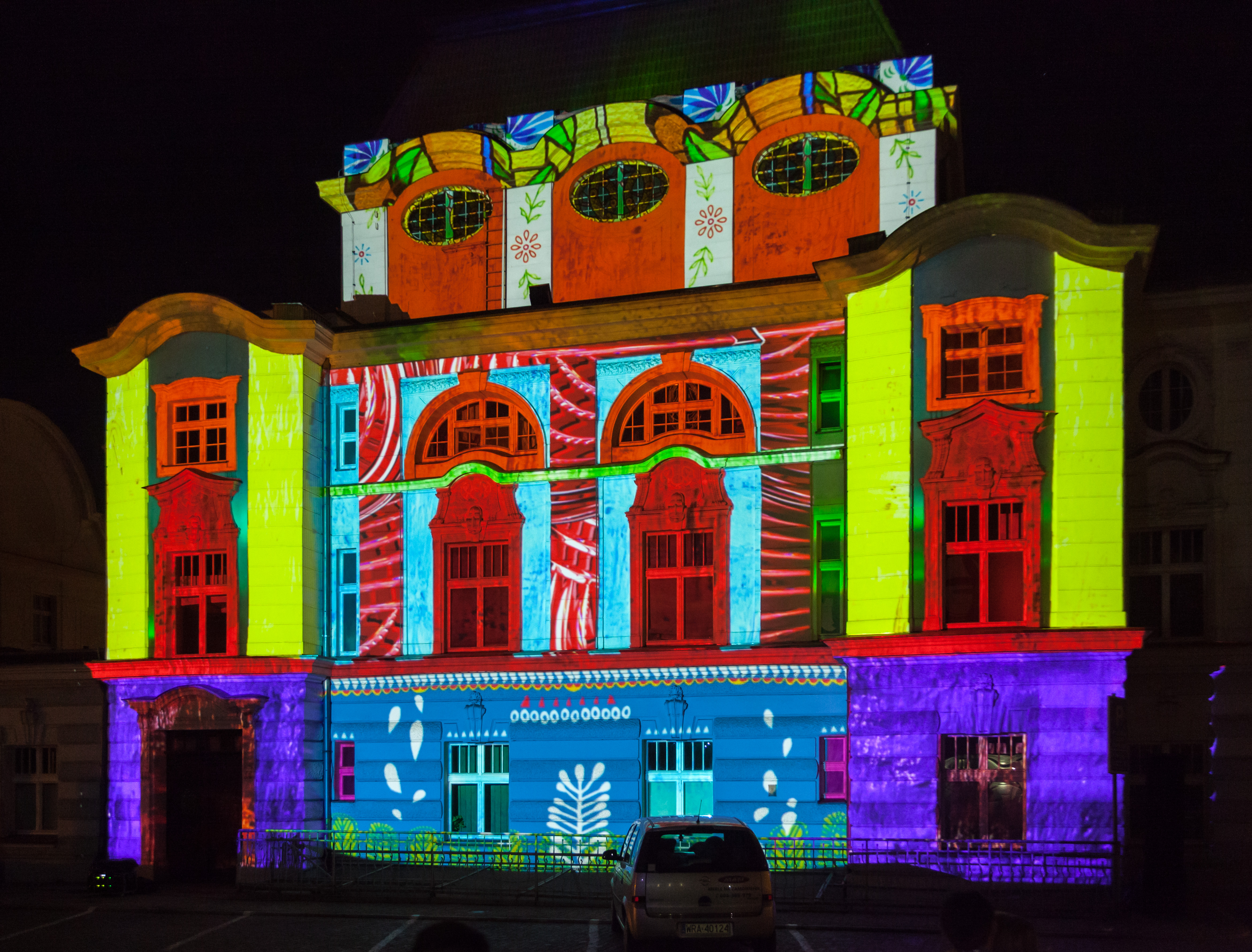
(2015)
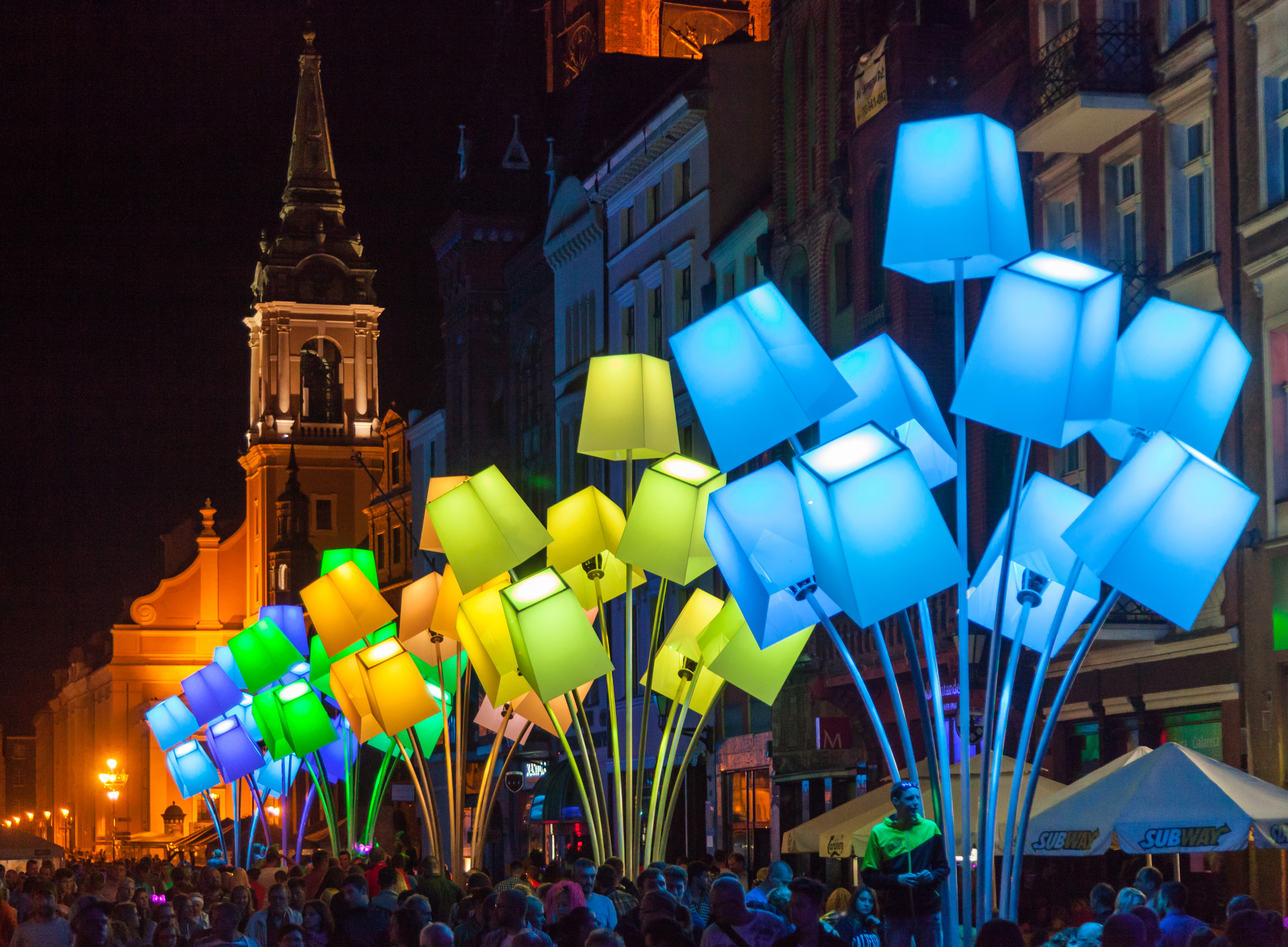
(2015)
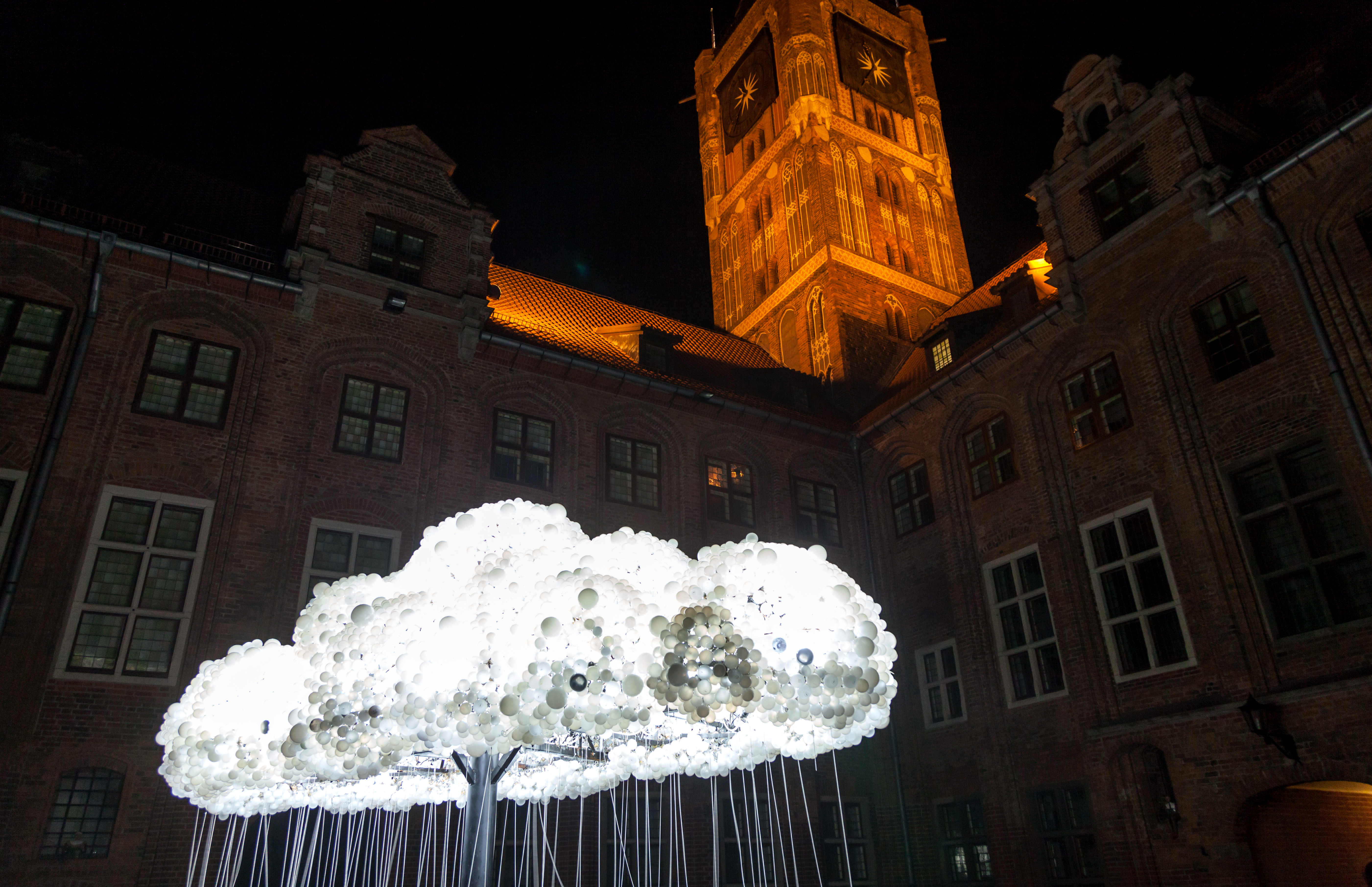
(2015)
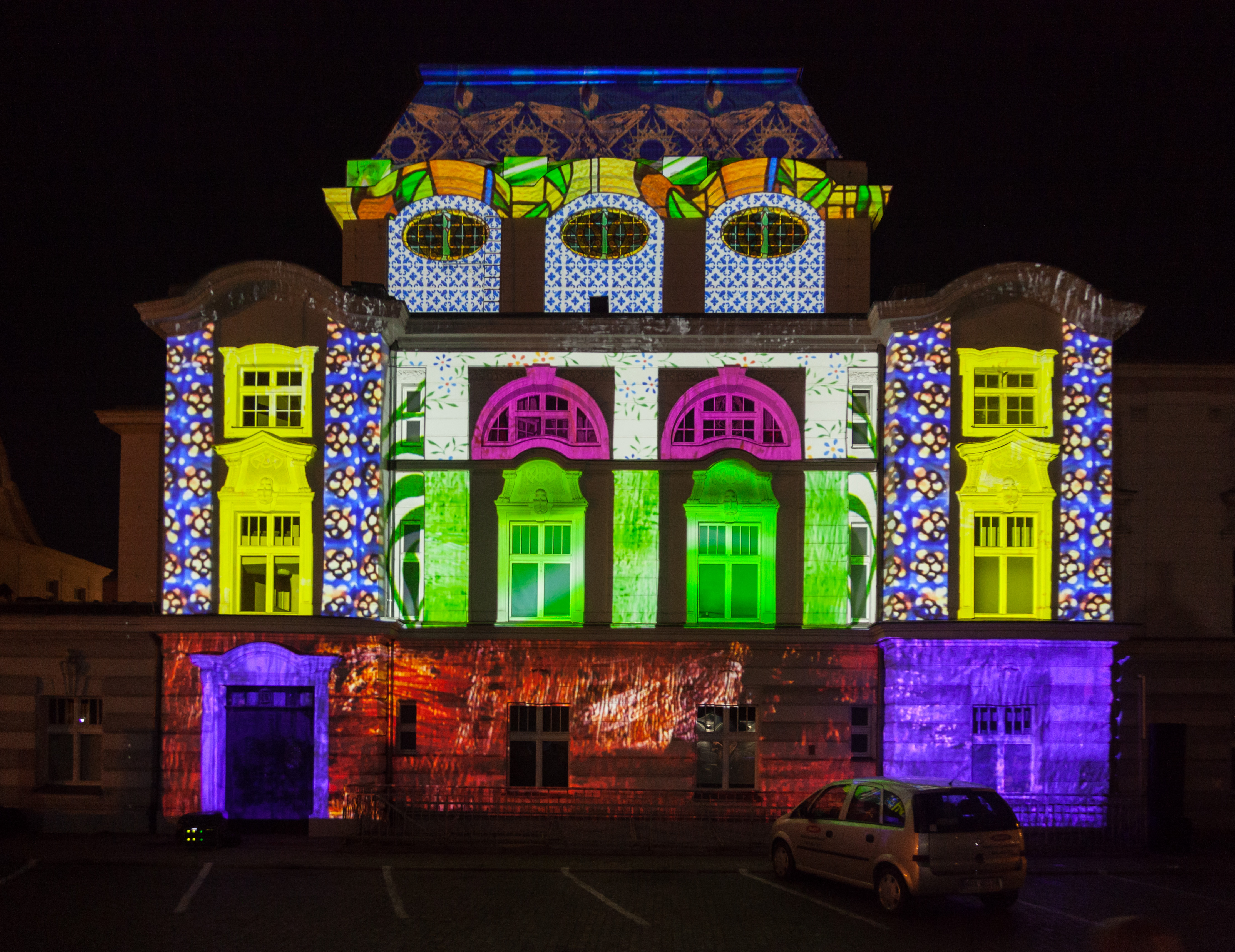
(2015)
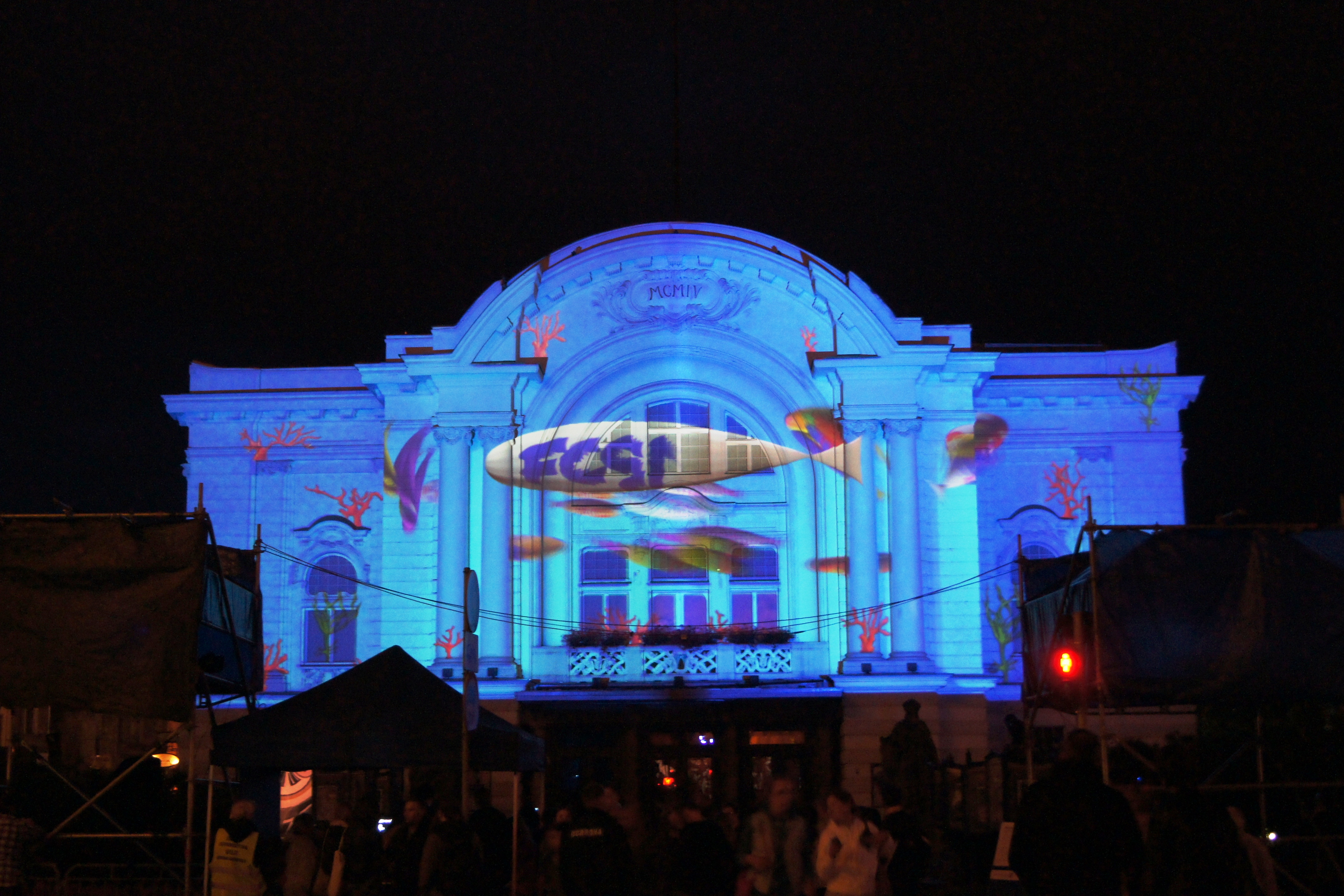
(2011)
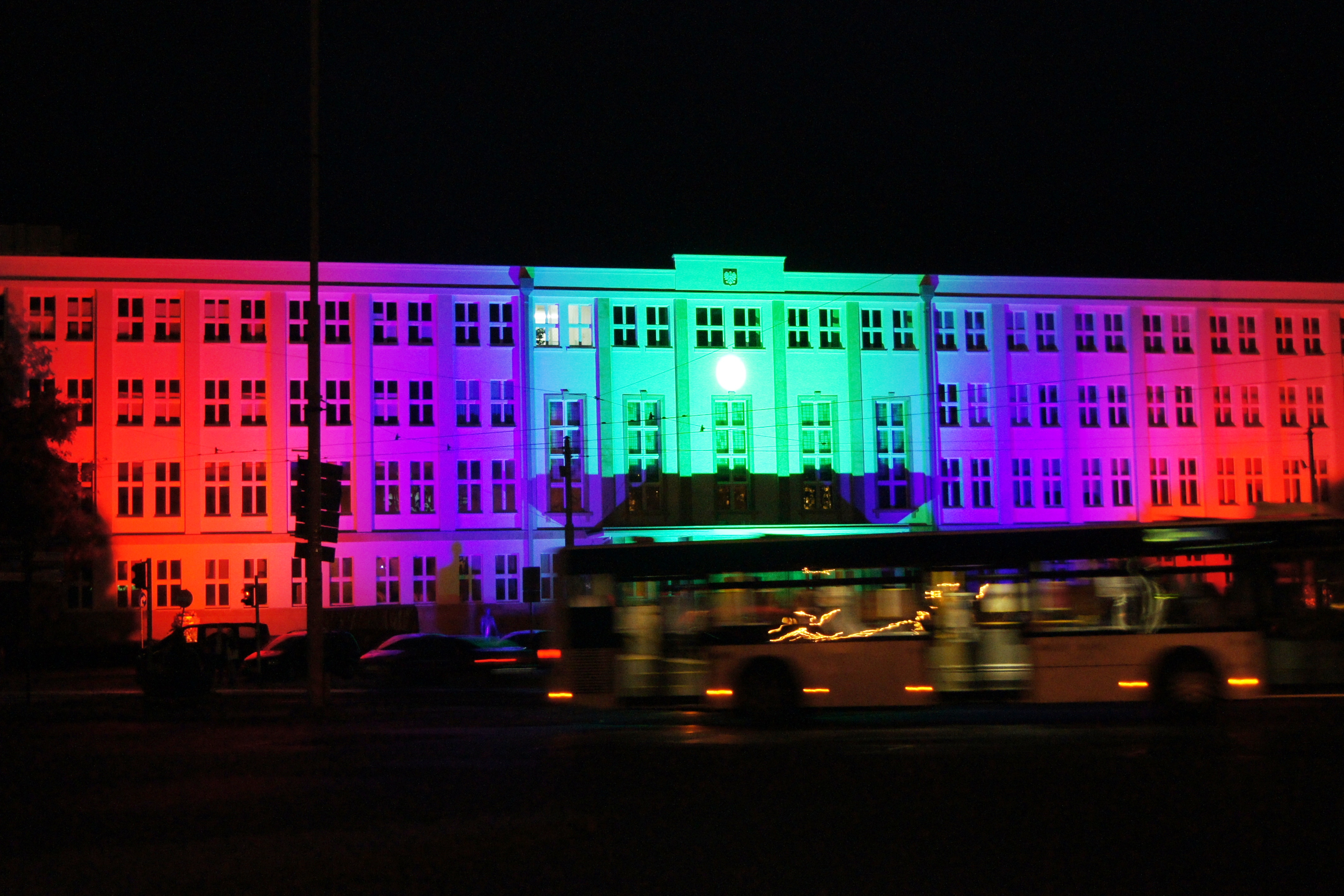
(2011)